# Herb gminy Stare Czarnowo
Herb gminy Stare Czarnowo – jeden z symboli gminy Stare Czarnowo, ustanowiony 25 lutego 2020.

## Wygląd i symbolika
Herb przedstawia na tarczy w polu błękitnym (symbolizującym jeziora i rzeki gminy) złoty pastorał opacki z białym welonem, a pod nim skrzyżowane dwie zielone gałązki bukowe.